# Kapalina do ostřikovačů

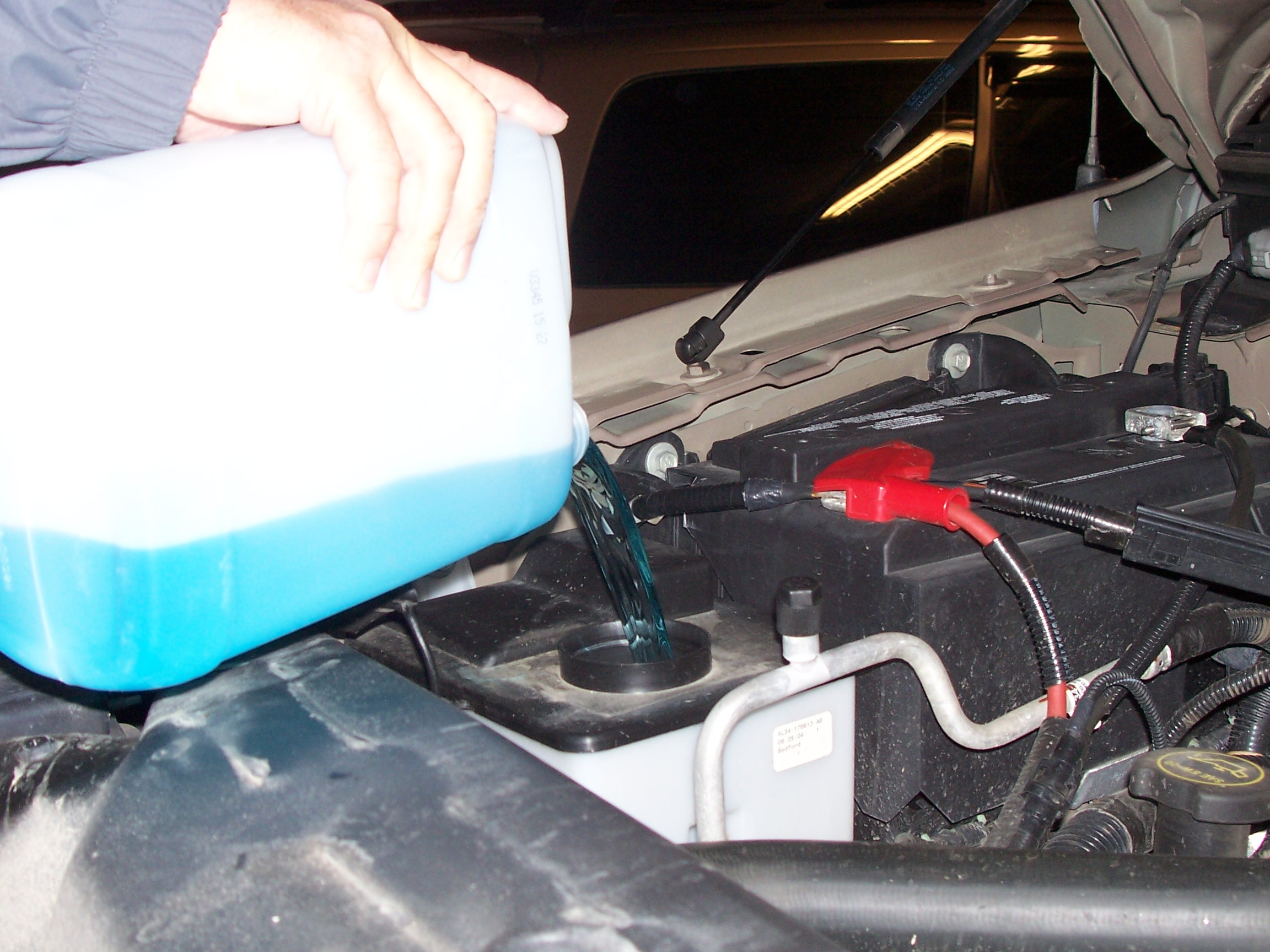
Nalévání kapaliny do zásobní nádržky ve vozidle

Kapalina do ostřikovačů je kapalina používaná u motorových vozidel k čištění skel (případně i světlometů).

## Ostřikovací systém
Kapalina se na skla vozidla vystřikuje typicky pomocí elektrického čerpadla a trysek montovaných pod nebo nad sklem, anebo pod či na stěračích. Tento systém, nazývaný ostřikovač, se uvádí v činnost v případě, že je potřeba odstranit ze skla nečistoty. Ostřikovače se prakticky u všech vozidel používají pro čelní sklo, u některých také pro zadní sklo nebo pro světlomety.
Kapalinu do ostřikovačů lze před vystřikováním z trysky předehřívat. To je zvlášť vhodné při mrazivém počasí, kdy se na povrchu skla tvoří tenká vrstva ledu nebo námrazy – odstraní se tím nutnost oškrabovat sklo ručně nebo ho polévat zahřátou vodou. I když existují i předehřívací systémy z druhovýroby, automobilka General Motors na počátku roku 2006 zahájila modelem Buick Lucerne výrobu vozů s předehříváním kapaliny. Tento systém, navržený a vyráběný firmou Microheat, rozprašuje jemnou mlhu zahřáté vody, která odstraňuje námrazu bez rizika poškození skla. GM též udává, že ohřátá kapalina lépe odstraňuje zbytky hmyzu a jiné nečistoty ulpělé na sklo při provozu.

## Varianty
Kapalina do ostřikovačů se vyrábí v různých podobách. Některé mohou vyžadovat zředění vodou, mnoho roztoků prodávaných v Severní Americe je předem namícháno tak, aby nebylo žádné ředění potřeba. Vhodný poměr ředění závisí na ročním období – v zimě může být například 1:1, v létě bude postačovat 1:10.
Prodávají se různé typy kapalin do ostřikovačů – od předem připravených, které se používají tak, jak jsou, až po sáčky s krystaly, které se rozpouštějí ve vodě. Nemrznoucí (zimní) kapaliny obsahují látky s nízkým bodem tuhnutí. Používal se methanol, ale pro jeho jedovatost jsou nyní mnohem populárnější ethanolové (případně isopropanolové) zimní směsi.

## Kritický pohled
Jakožto zdánlivě neškodná látka je kapalina do ostřikovačů předmětem diskusí. Přestože všechny strany souhlasí s tím, že je používání kapaliny důležité pro bezpečnost silničního provozu, liší se názory na jednotlivé složky obsažené v kapalině. Diskuse se dají obecně rozdělit do dvou kategorií. Jedna se týká dopadů kapalin do ostřikovačů na životní prostředí. Kritici tvrdí, že rozsáhlé pozemní používání těchto kapalin (miliardy litrů ročně) může vést ke kumulativnímu znečištění ovzduší a vod.
Druhá skupina kritiků se rekrutuje z obhájců zájmů spotřebitelů a z automobilových nadšenců, kteří se domnívají, že alkoholy a jiná rozpouštědla v některých kapalinách do ostřikovačů mohou poškozovat vozidla. Kritika je založena na korozivních účincích ethanolu, methanolu a dalších složek, které mohou poškozovat lak, pryž, vrstvu vosku nebo plasty. Tyto skupiny kritiků navrhují různé alternativy a domácí recepty, s cílem chránit vzhled vozidla a jeho mechanické skupiny.
Tyto kritické pohledy skutečně přilákaly zájem vědců, vlád, nevládních organizací i obchodních společností. Obavy vyvolávají zejména těkavé organické sloučeniny. Jedna studie uvádí:

Odhaduje se, že emise methanolu z kapalin do ostřikovačů významně přispívají k tvorbě přízemního ozónu v Kanadě. Řeč je o reaktivitě a pravděpodobných chemických mechanismech tvorby ozónu. Předpokládáme-li poločas methanolu v životním prostředí o délce 1 měsíc, může se významné množství tohoto methanolu podílet na tvorbě ozónu. Ve spolupráci s investory se hledaly možnosti ohledně snížení emisí methanolu z tohoto zdroje. Mezi doporučení patří sezónní přechod na letní směsi, omezování obsahu methanolu, změna výrobních metod a vývoj účinnějšího ostřikovacího systému.

Japonský výzkumný tým nadnesl obavy ohledně působení kapalin do ostřikovačů na beton:

Je popisováno nový jev dekalcifikace struktury cementového betonu a rozpouštění živičných hmot, způsobované tenzidy obsaženými v kapalinách do ostřikovačů automobilů. K dekalcifikaci dochází u vzorků cementového betonu v laboratoři už při koncentraci tenzidů 25 ppm. V poslední době byla po dešti celosvětově pozorována na vozovkách pěna s jemnými bublinami. Dekalcifikační reakce byla metodou rentgenové fotoelektronové spektroskopie identifikována jako iontová výměna mezi ionty Ca2+ v betonu a Na+ v tenzidech. V dekalcifikovaném cementovém betonu, z něhož se vápenatá složka rozpouštěla postupem času čím dál rychleji, byla nalezena také živice.

Japonská studie probouzí strašidlo zvýšených nákladů na dopravní infrastrukturu, snížení bezpečnosti provozu a zvětšených nákladů na údržbu vozidel.
Kritické pohledy na kapaliny do ostřikovačů se netýkají těchto kapalin v běžné podobě – která je poměrně mírná -, nýbrž uvažují kumulativní dopady miliard litrů vypouštěných do vzduchu, vody a betonu.
Další kritici vyjadřují obavy ohledně účinků na lidské zdraví. Jednou z takových složek kapalin je například ethylenglykol, který je jedem, jenž může způsobit neurologické účinky, orgánová selhání a smrt.